# Asedio de Fushimi
El asedio de Fushimi fue una batalla crucial de una serie de conflictos bélicos que desembocaron en la batalla de Sekigahara, la cual marcó el fin del período Sengoku. El Castillo Fushimi era defendido por fuerzas leales a Tokugawa Ieyasu y comandadas por Torii Mototada. Aún sabiendo de su inevitable derrota, decidió hacer frente a las tropas de Ishida Mitsunari y aunque el castillo cayó, su valor y entrega cambiaron el rumbo de la historia de Japón permitiendo que Tokugawa rearmara su ejército y unificara al país posteriormente.

## Contexto
El Castillo Fushimi había sido construido años antes con el objeto de servir como un lujoso palacio para Hideyoshi Toyotomi, pero fue destruido por un terremoto en 1596. Tokugawa Ieyasu reconstruyó el castillo y lo dejó al mando de Torii Mototada. La guerra en contra de las tropas de Ishida se veía cada vez más próxima e Ieyasu sabía que el castillo sería uno de los blancos principales de su enemigo debido a su cercanía con la ciudad de Kioto. Durante su visita al castillo, Ieyasu platicó con Mototada acerca de la posibilidad del ataque pero Mototada decidió hacer frente al ejército enemigo aún sabiendo que sus tropas eran rebasadas en un gran número con el fin de que Ieyasu pudiera escapar y rearmara su ejército.

## Batalla
El ejército de Ishida comenzó el asedio el 27 de agosto tal y como lo habían previsto Ieyasu y Mototada. La guardia del castillo soportó el asedio durante diez días sabiendo que tenían que lograr detener al ejército invasor por el mayor tiempo posible para ganar  tiempo para Ieyasu. El 8 de septiembre una de las torres se incendió y pronto el fuego se propagó hasta el castillo central pero las tropas de Mototada siguieron peleando hasta que sólo quedaban diez de ellos.
Mototada cometió seppuku junto con su familia y su sacrificio fue recordado durante mucho tiempo como un ejemplo de la lealtad y el honor de un samurái.
Las acciones de Torii Mototada cambiaron el curso de la historia de Japón. Tokugawa Ieyasu pudo armar un ejército de 90,000 hombres y confrontar a las fuerzas de Ishida en campo abierto en la batalla de Sekigahara. En una sangrienta batalla, más de 200,000 guerreros se enfrentarían violentamente. 4,000 cabezas serían cortadas en las primeras horas de la batalla y 70,000 morirían en los siguientes dos días mientras que el remanente del ejército de Ishida era perseguido y ejecutado. La batalla de Sekigahara fue decisiva en la unificación de Japón, después de esto la familia Tokugawa gobernaría el país entero por los próximos 268 años.